# Podgórze-Gazdy
Podgórze-Gazdy – wieś sołecka w Polsce położona w województwie mazowieckim, w powiecie ostrowskim, w gminie Małkinia Górna, nad rzeką Bug w Dolinie Dolnego Bugu. Znajduje się na terenie Nadbużańskiego Parku Krajobrazowego.
W latach 1975–1998 miejscowość administracyjnie należała do województwa ostrołęckiego.
Drugi człon nazwy „Gazdy” pochodzi prawdopodobnie z nieprawidłowego zapisu słowa „gozdy”, które wg Słownika Etymologicznego Języka Polskiego oznacza „leśne” (mian. „gozd” = „las”). Miejscowość pod nazwą Podgórze - Gozdy pojawia się w Słowniku geograficznym Królestwa Polskiego z 1887 r..
Wierni Kościoła rzymskokatolickiego należą do parafii Przemienienia Pańskiego w Zuzeli.